# Tergu
Tergu (sardinsky: Zèlgu) je italská obec (comune) v provincii Sassari v regionu Sardinie. Nachází se ve výšce 284 metrů nad mořem a má 607 obyvatel. Rozloha obce je 36,88 km².